# Gastrozona soror
Gastrozona soror är en tvåvingeart som först beskrevs av Ignaz Rudolph Schiner 1868.  Gastrozona soror ingår i släktet Gastrozona och familjen borrflugor. Inga underarter finns listade i Catalogue of Life.